# Puchar Karaibów w piłce nożnej
Puchar Karaibów – turniej piłkarski dla reprezentacji narodowych rozgrywany o mistrzostwo Karaibów.

## Wyniki
| 1989 Więcej | Barbados                              | Trynidad i Tobago                                       | 2 – 1                                                   | Grenada                                                 | Gwadelupa                                    | n/a                                          | Antyle Holenderskie                          |
| 1990 Więcej | Trynidad i Tobago                     | Turnieju nie dokończono Trynidad i Tobago vs. Martynika | Turnieju nie dokończono Trynidad i Tobago vs. Martynika | Turnieju nie dokończono Trynidad i Tobago vs. Martynika | Turnieju nie dokończono Jamajka vs. Barbados | Turnieju nie dokończono Jamajka vs. Barbados | Turnieju nie dokończono Jamajka vs. Barbados |
| 1991 Więcej | Jamajka                               | Jamajka                                                 | 2 – 0 po dogr.                                          | Trynidad i Tobago                                       | Saint Lucia                                  | 4 – 1                                        | Gujana                                       |
| 1992 Więcej | Trynidad i Tobago                     | Trynidad i Tobago                                       | 3 – 1                                                   | Jamajka                                                 | Martynika                                    | 1 – 1 po dogr.                               | Kuba                                         |
| 1992 Więcej | Trynidad i Tobago                     | Trynidad i Tobago                                       | 3 – 1                                                   | Jamajka                                                 | 5 – 3 w rzutach karnych                      |                                              |                                              |
| 1993 Więcej | Jamajka                               | Martynika                                               | 0 – 0 po dogr.                                          | Jamajka                                                 | Trynidad i Tobago                            | 3 – 2                                        | Saint Kitts i Nevis                          |
| 1993 Więcej | Jamajka                               | 6 – 5 w rzutach karnych                                 |                                                         |                                                         | Trynidad i Tobago                            | 3 – 2                                        | Saint Kitts i Nevis                          |
| 1996 Więcej | Trynidad i Tobago                     | Trynidad i Tobago                                       | 7 – 2                                                   | Martynika                                               | Gwadelupa                                    | 2 – 0                                        | Surinam                                      |
| 1995 Więcej | Jamajka Kajmany                       | Trynidad i Tobago                                       | 5 – 0                                                   | Saint Vincent i Grenadyny                               | Kuba                                         | 3 – 0                                        | Kajmany                                      |
| 1994 Więcej | Trynidad i Tobago                     | Trynidad i Tobago                                       | 2 – 0                                                   | Kuba                                                    | Martynika                                    | 1 – 1 po dogr.                               | Surinam                                      |
| 1994 Więcej | Trynidad i Tobago                     | Trynidad i Tobago                                       | 2 – 0                                                   | Kuba                                                    | 3 – 2 w rzutach karnych                      |                                              |                                              |
| 1997 Więcej | Antigua i Barbuda Saint Kitts i Nevis | Trynidad i Tobago                                       | 4 – 0                                                   | Saint Kitts i Nevis                                     | Jamajka                                      | 4 – 1                                        | Grenada                                      |
| 1998 Więcej | Jamajka Trynidad i Tobago             | Jamajka                                                 | 1 – 1                                                   | Trynidad i Tobago                                       | Haiti                                        | 3 – 2                                        | Antigua i Barbuda                            |
| 1999 Więcej | Trynidad i Tobago                     | Trynidad i Tobago                                       | 2 – 1 po dogr.                                          | Kuba                                                    | Haiti Jamajka                                | n/a                                          |                                              |
| 2001 Więcej | Trynidad i Tobago                     | Trynidad i Tobago                                       | 3 – 0                                                   | Haiti                                                   | Martynika                                    | 1 – 0                                        | Kuba                                         |
| 2005 Więcej | Barbados                              | Jamajka                                                 | n/a                                                     | Kuba                                                    | Trynidad i Tobago                            | n/a                                          | Barbados                                     |
| 2007 Więcej | Trynidad i Tobago                     | Haiti                                                   | 2 – 1                                                   | Trynidad i Tobago                                       | Kuba                                         | 2 – 1                                        | Gwadelupa                                    |
| 2008 Więcej | Jamajka                               | Jamajka                                                 | 2 – 0                                                   | Grenada                                                 | Gwadelupa                                    | 0 – 0 po dogr.                               | Kuba                                         |
| 2008 Więcej | Jamajka                               | Jamajka                                                 | 2 – 0                                                   | Grenada                                                 | 5 – 4 w rzutach karnych                      |                                              |                                              |
| 2010 Więcej | Martynika                             | Jamajka                                                 | 1 – 1 po dogr.                                          | Gwadelupa                                               | Kuba                                         | 1 – 0                                        | Grenada                                      |
| 2010 Więcej | Martynika                             | 5 – 4 w rzutach karnych                                 |                                                         |                                                         | Kuba                                         | 1 – 0                                        | Grenada                                      |
| 2012 Więcej | Antigua i Barbuda                     | Kuba                                                    | 1 – 0 po dogr.                                          | Trynidad i Tobago                                       | Haiti                                        | 1 – 0 po dogr.                               | Martynika                                    |
| 2014 Więcej | Jamajka                               | Jamajka                                                 | 0 – 0 po dogr.                                          | Trynidad i Tobago                                       | Haiti                                        | 2 – 1                                        | Kuba                                         |
| 2014 Więcej | Jamajka                               | 4 – 3 w rzutach karnych                                 |                                                         |                                                         | Haiti                                        | 2 – 1                                        | Kuba                                         |
| 2017 Więcej | Martynika                             | Curaçao                                                 | 2 – 1                                                   | Jamajka                                                 | Gujana Francuska                             | 1 – 0                                        | Martynika                                    |

1. ↑  Mecz o trzecie miejsce się nie odbył. Miejsca ustalono na podstawie wyników w rozgrywkach grupowych.
2. 1 2  Turniej został przerwany przed meczami o 3. miejsce i finałowym, z powodu próby zamachu stanu w kraju gospodarza.
3. ↑  Po dogrywce do złotej bramki.
4. ↑  Meczu o trzecie miejsce nie rozegrano ze względu na zły stan boiska. Obydwie drużyny zajęły 3. miejsce.
5. 1 2  Miejsca ustalone w rozgrywkach grupowych.

## Klasyfikacja medalowa
| Drużyna                   | 1 miejsce                                           | 2 miejsce                         | 3 miejsce                  | 4 miejsce                  |
| ------------------------- | --------------------------------------------------- | --------------------------------- | -------------------------- | -------------------------- |
| Trynidad i Tobago         | 8 (1989, 1992, 1994, 1995, 1996, 1997, 1999, 2001,) | 5 (1991, 1998, 2007, 2012, 2014,) | 3 (1993, 2005,)            | –                          |
| Jamajka                   | 6 (1991, 1998, 2005, 2008, 2010, 2014)              | 3 (1992, 1993, 2017)              | 1 (1997, 1999)             | –                          |
| Kuba                      | 1 (2012)                                            | 3 (1996, 1999, 2005)              | 3 (1995, 2007, 2010)       | 4 (1992, 2001, 2008, 2014) |
| Haiti                     | 1 (2007)                                            | 1 (2001)                          | 4 (1998, 1999, 2012, 2014) | –                          |
| Martynika                 | 1 (1993)                                            | 1 (1994)                          | 3 (1992, 1996, 2001)       | 2 (2012, 2017)             |
| Curaçao*                  | 1 (2017)                                            | –                                 | –                          | 1 (1989)                   |
| Grenada                   | –                                                   | 2 (1989, 2008)                    | –                          | 2 (1997, 2010)             |
| Gwadelupa                 | –                                                   | 1 (2010)                          | 3 (1989, 1994, 2008)       | 1 (2007)                   |
| Saint Kitts i Nevis       | –                                                   | 1 (1997)                          | –                          | 1 (1993)                   |
| Saint Vincent i Grenadyny | –                                                   | 1 (1995)                          | –                          | –                          |
| Saint Lucia               | –                                                   | –                                 | 1 (1991)                   | –                          |
| Gujana Francuska          | –                                                   | –                                 | 1 (2017)                   | –                          |
| Surinam                   | –                                                   | –                                 | –                          | 2 (1994, 1996)             |
| Gujana                    | –                                                   | –                                 | –                          | 1 (1991)                   |
| Kajmany                   | –                                                   | –                                 | –                          | 1 (1995)                   |
| Antigua i Barbuda         | –                                                   | –                                 | –                          | 1 (1998)                   |
| Barbados                  | –                                                   | –                                 | –                          | 1 (2005)                   |

- Reprezentacja Curaçao jest spadkobiercą Antyli Holenderskich.

## Klasyfikacja startów (1989-2017)
| 18 występów - Trynidad i Tobago 16 występów - Jamajka 14 występów - Martynika 11 występów - Kuba 9 występów - Haiti 8 występów - Antigua i Barbuda 7 występów - Barbados - Gwadelupa - Saint Vincent i Grenadyny 6 występów - Grenada |  | 5 występów - Saint Kitts i Nevis 4 występy - Kajmany - Curaçao - Gujana Francuska - Surinam 3 występy - Gujana - Saint Lucia 2 występy - Dominika - Dominikana 1 występ - Portoryko - Sint Maarten Występy gościnnie 1 występ - Brazylia U-20 |

Uwagi:
- Reprezentacja Curaçao jest spadkobiercą Antyli Holenderskich.

## Tabela wszech czasów
W osiemnastu finałach piłkarskich mistrzostw Karaibów lat 1989–2017 wystąpiły 22 reprezentacje narodowe. Rozegrały 251 meczów (47 zakończyło się remisem), strzelając 753 bramki (średnio 3,00 na spotkanie).
| Lp. | Reprezentacja             | Starty | Mecze | Zwycięstwa | Remisy | Porażki | Stosunek bramek | Punkty |
| 1   | Trynidad i Tobago         | 18     | 73    | 47         | 10     | 16      | 189:71          | 152    |
| 2   | Jamajka                   | 16     | 59    | 37         | 12     | 10      | 104:42          | 118    |
| 3   | Kuba                      | 11     | 52    | 27         | 11     | 14      | 67:40           | 90     |
| 4   | Martynika                 | 14     | 57    | 27         | 10     | 20      | 72:67           | 71     |
| 5   | Haiti                     | 13     | 40    | 21         | 9      | 10      | 61:50           | 62     |
| 6   | Gwadelupa                 | 7      | 25    | 8          | 4      | 13      | 37:43           | 31     |
| 7   | Grenada                   | 6      | 22    | 6          | 6      | 10      | 24:41           | 23     |
| 8   | Antigua i Barbuda         | 8      | 23    | 5          | 4      | 14      | 27:54           | 19     |
| 9   | Saint Vincent i Grenadyny | 7      | 21    | 5          | 3      | 13      | 25:42           | 18     |
| 10  | Saint Kitts i Nevis       | 5      | 18    | 3          | 5      | 10      | 21:45           | 16     |
| 11  | Gujana Francuska          | 4      | 11    | 3          | 2      | 6       | 15:19           | 11     |
| 12  | Surinam                   | 4      | 16    | 2          | 5      | 9       | 18:30           | 11     |
| 13  | Kajmany                   | 4      | 13    | 3          | 2      | 8       | 15:30           | 11     |
| 14  | Saint Lucia               | 3      | 10    | 2          | 3      | 5       | 10:20           | 9      |
| 15  | Curaçao                   | 4      | 10    | 2          | 2      | 6       | 13:23           | 8      |
| 16  | Barbados                  | 7      | 16    | 2          | 2      | 12      | 20:43           | 8      |
| 17  | Gujana                    | 3      | 8     | 2          | 2      | 4       | 5:25            | 8      |
| 18  | Dominikana                | 2      | 6     | 1          | 1      | 4       | 5:6             | 4      |
| 19  | Brazylia U-20             | 1      | 3     | 1          | 0      | 2       | 8:5             | 3      |
| 20  | Portoryko                 | 1      | 3     | 1          | 0      | 2       | 3:2             | 3      |
| 21  | Sint Maarten              | 1      | 3     | 0          | 1      | 2       | 2:7             | 1      |
| 22  | Dominika                  | 2      | 6     | 0          | 1      | 5       | 3:26            | 1      |

Uwagi:
- Drużyny występujące gościnnie wypisane kursywą
- Aktualizacja na 27 czerwca 2017
- W latach 1989–1990 oraz w 1992 roku za zwycięstwo przyznawano 2 pkt., w 1991 roku oraz od 1993 – 3.
- Reprezentacja Curaçao jest spadkobiercą Antyli Holenderskich.